# Myrcia hylobates
Myrcia hylobates là một loài thực vật có hoa trong Họ Đào kim nương. Loài này được Standl. ex Amshoff mô tả khoa học đầu tiên năm 1958.